# 少齿小檗
少齿小檗（学名：Berberis potaninii）为小檗科小檗属的植物，是中国的特有植物。分布在中国大陆的四川、陕西、甘肃等地，生长于海拔450米至2,100米的地区，多生长于路旁、向阳山坡、沟边及河谷，目前尚未由人工引种栽培。